# Барк (Німеччина)
Барк (нім. Bark) — громада в Німеччині, розташована в землі Шлезвіг-Гольштейн. Входить до складу району Зегеберг. Складова частина об'єднання громад Лецен.
Площа — 20,44 км2. Населення становить 952 ос. (станом на 31 грудня 2020).